# Niphona lateralis
Niphona lateralis är en skalbaggsart som beskrevs av White 1858. Niphona lateralis ingår i släktet Niphona och familjen långhorningar.
Artens utbredningsområde är Myanmar. Inga underarter finns listade i Catalogue of Life.